# Agapito Mba Mokuy
Agapito Mba Mokuy (ur. 10 marca 1965 w Ebebiyínie) – dyplomata i polityk, minister spraw zagranicznych i współpracy międzynarodowej Gwinei Równikowej w latach 2012–2018.

## Życiorys
Ukończył Master of Business Administration na Uniwersytecie w Bangkoku, publikując pracę magisterską pt. „Strategie poprawy produkcji kakao w Gwinei Równikowej”. Uzyskał także licencjat z ekonomii rolnictwa na Louisiana State University oraz certyfikat zarządzania w zakresie komunikacji w Instytucie Zarządzania i Rozwoju w San Diego.
W 1991 roku Mba Mokuy rozpoczął pracę w biurze Programu Narodów Zjednoczonych ds. Rozwoju w Malabo, a następnie został zatrudniony w państwowym przedsiębiorstwie energetycznym Segesa jako szef działu usług administracyjnych i finansowych. Przez prawie 20 lat pracował w UNESCO, gdzie zajmował stanowiska Sekretarza Komisji Administracyjnej Konferencji Generalnej, Sekretarza ds. Budżetu i Administracji Rady, Kierownika Działu Administracji i Finansów Nauk Społecznych i Humanistycznych oraz Dyrektora Biura Regionalnego dla Azji i Pacyfiku. Pierwsze 6 lat spędził w swoim biurze w Bangkoku, po czym przeniósł się do centrali organizacji w Paryżu.
W 2010 roku powrócił do kraju. Został doradcą międzynarodowym Partii Demokratycznej oraz osobistym doradcą prezydenta Teodoro Obianga ds. afrykańskich. Odegrał istotną rolę podczas sprawowania prezydencji Gwinei Równikowej w Unii Afrykańskiej od stycznia 2011 roku do stycznia 2012 roku. W 2012 roku został mianowany na ministra spraw zagranicznych i współpracy międzynarodowej. Do jego osiągnięć należy m.in. ustanowienie nadawanej wspólnie z UNESCO nagrody za badania w naukach biologicznych (2012) oraz dołączenie Gwinei Równikowej do Wspólnoty Państw Portugalskojęzycznych (2014). Mba Mokuy był także głównym organizatorem spotkania szefów państw i rządów Unii Afrykańskiej w Malabo w 2011 i 2014 roku, szczytu Afryki, Karaibów i Pacyfiku, szczytu Afryki i Ameryki Południowej oraz międzynarodowej konferencji na temat walki z wirusem Ebola w czasie trwania epidemii gorączki krwotocznej w Afryce Zachodniej w 2015 roku. W 2016 roku bezskutecznie kandydował na Przewodniczącego Komisji Unii Afrykańskiej. 9 lutego 2018 roku w obecności prezydenta przekazał urząd swojemu następcy, Simeónowi Oyono Esono Angüe. Mba Mokuy uznawany jest za obrońcę „narodowej suwerenności” i zwolennika panafrykanizmu.
Mba Mokuy włada pięcioma językami: hiszpańskim, francuskim, portugalskim, angielskim i fang. Jest żonaty i ma troje dzieci.